# 다름슈타튬
다름슈타튬(Darmstadtium)은 화학 원소로 기호는 Ds, 원자 번호는 110이다. 반감기가 매우 짧은 금속으로, 가장 긴 반감기가 11초 정도이고, 가장 짧은 반감기는 0.4마이크로초이다. 성질은 백금과 유사한 것으로 추정된다. 전자 배치는 니켈과 같다.(2가)
시뮬레이션 결과 초신성 폭발 핵합성으로 생성될 수 있는 사실상 마지막 원소라고 한다. 이후의 원소들은 반감기가 극히 짧아서 자발적인 핵분열을 하여 더 가벼운 원소로 붕괴하려는 성질이 매우 강하기 때문이다.
명칭은 이 원소를 처음으로 인공합성한 연구소가 있는 도시인 다름슈타트에서 따왔다.

## 합성 과정
1994년 11월 9일, 독일의 다름슈타트 북부에 위치한 중이온 연구소에서 페터 아름브루스터와 고트프리트 뮌젠베르크에 의해 처음으로 합성되었다. 납-208에 니켈-62 이온을 충돌시켜서 몇 개의 다름슈타튬 원자가 검출된 바 있다.

## 같이 보기
- 안정성의 섬